# ريان الدوسري
ريان الدوسري مواليد 1 يوليو 2004 في السعودية، هو لاعب كرة قدم سعودي يلعب حالياً في نادي الخليج.

## وصلات خارجية
- هذه المقالة لا تملك بيانات على ويكي بيانات